# 姚献平
姚献平（1950年—），男，汉族，浙江永康人，中华人民共和国化工专家，曾任杭州市化工研究院党委书记、院长，第十一届全国人民代表大会浙江地区代表。

## 生平
毕业于杭州大学化学系化学专业。2008年起担任全国人大代表。